# Susanne Holmström
Pour les articles homonymes, voir Holmström.
Susanne Holmström (née 1947) est une sociologue danoise. Elle est connue pour ses écritures sur la légitimité des organisations basée sur la théorie de systèmes de Niklas Luhmann.

## Biographie
Pour sa publication, Perspectives & Paradigms: An Intersubjective and a Social Systemic Public Relations Paradigm, elle a reçu en 1998 la récompense de l'European Public Relations Education and Research Association pour la meilleure dissertation européenne relative aux relations publiques. En 2004, elle a obtenu le Ph.D. pour sa thèse The Sensitive Organisation of the Reflective Society.
Elle est actuellement membre du conseil d'EUPRERA et du groupe de direction de LOKE, « Nordic network for research within organisational legitimisation and communication » (réseau nordique pour la recherche sur la légitimation et la communication d'organisation). Elle est aussi connue pour avoir développé le nommé « reflective business paradigm » (Holmström 2004).
Ces dernières années, elle a été conférencière externe à l'université de Roskilde.